# Bucătăria turcească
Bucătăria turcească are o istorie lungă, astăzi, este în mare parte moștenirea bucătăriei otomane, care poate fi descrisă ca fiind o fuziune rafinată a bucătăriilor din Asia Centrală, Orientul Mijlociu și cele din Balcani. Bucătăria turcească a influențat bucătăriile vecinilor, inclusiv România. 
Rețetele culinare diferă de la o zonă la alta, în funcție de tradiții și de geografie. Sudul este faimos pentru rețetele de kebab, baclava și cataif. În partea de est, bucătăria turcească folosește mult măslinele și uleiul de măsline datorită cultivării lor intense în zonă. Pe coastele Mării Negre se consumă mult pește și porumb datorită influențelor slave și balcanice. Legumele și verdețurile sunt nelipsite în mâncarea din zonele învecinate Mării Mediterane, Mării Egee și Mării Marmara. Centrul Anatoliei are multe specialități, precum keskek, manti si gozleme.
Fasolea,roșiile,ardeii,vinetele sunt principalele ingrediente  din bucătăria tuceasca. Fisticul,migdalele și nucile se folosesc în deserturi. În bucătăria turcească,compotul de fructe se consumă alături de pilaf sau plăcintele cu carne.  
Un  rol important  în bucătăria turcească o joacă vinetele. Se combină cu carnea tocată,se folosește în kebab,musaca.  La fel este apreciat și iaurtul care poate însoți majoritatea  meselor care conțin carne ,orez sau pâine. Ayranul este una din cele mai cunoscute băuturi turcești,obținută din iaurt amestecat cu apa și sare. 
România a împrumutat și ea multe rețete tradiționale turcești dar acestea au fost puțin modificate conform preferințelor noastre.

## Kahvaltı (Mic Dejun)

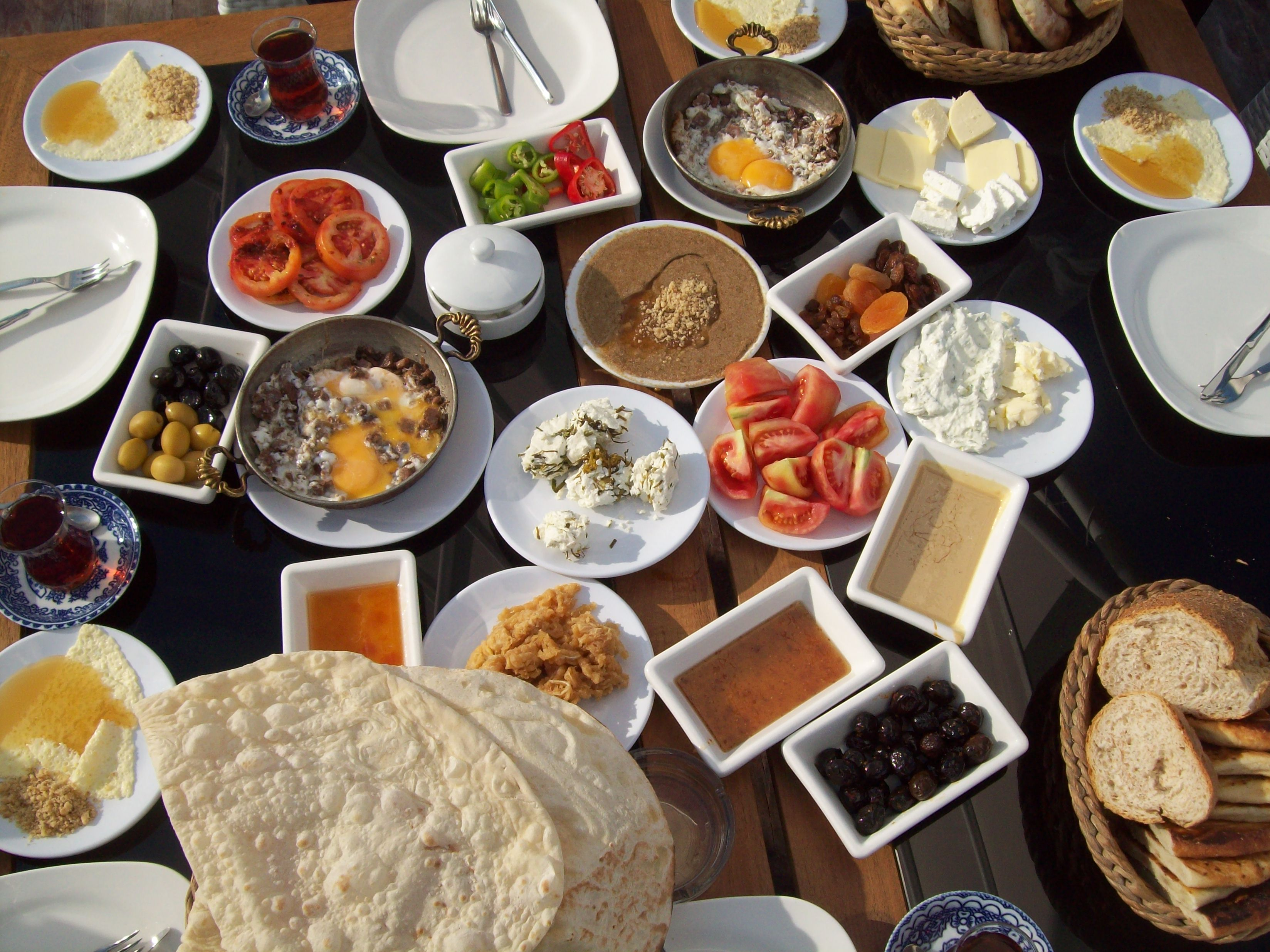
Van kahvaltısı sau mic dejun din Van.

Turcii preferă un mic dejun simplu. Un mic dejun tipic turcesc este consistent în brânză (beyaz peynir, kasar etc.), unt, măsline, ouă, roșii, castraveți, gem, miere și smântână. Sucuk (cârnat iute turcesc), pastirma, borek, simit, pogacea și supele sunt mâncate la o masă de dimineață în Turcia. Invariabil, ceaiul turcesc este servit la micul dejun. Denumirea turcească pentru micul dejun, kahvalti, înseamnă ”înaintea cafelei”.

## Mâncare gătită
Mâncarea gătită continuă să fie preferată de populația turcă. Chiar dacă agitația din prezent impinge oamenii să mănânce în oraș, turcii preferă să mănânce în casă. O masă tipică începe cu o supă (iarna), urmată de un platou cu legume cu garnitură de carne, uneori împreună cu pilaf. 

## Ingrediente cheie
Ingredientele frecvent utilizate în specialitățile turcești sunt: miel, pește, pui, vită, vinete, ardei, ceapă, usturoi, linte, fasole și roșii. Nucile, fisticul, alunele, împreună cu condimentele, au un loc special în preparatele din bucătăria turcească și sunt utilizate pe scară largă în deserturi. Mirodeniile și plantele aromatice preferate sunt: pătrunjelul, chimenul, piperul negru, ardeiul de boia, menta, oregano, ienibahar și cimbrul. 

## Uleiuri și grăsimi
Untul sau margarina, uleiul de măsline, uleiul de floarea soarelui, uleiul de rapiță și uleiul de porumb sunt utilizate din plin la gătit. Uleiul de susan, alună și nucă sunt utilizate de asemenea. Kuyruk yağı (coada de oaie) este folosită la kebab și preparatele de oaie. 

## Fructe
Flora bogată și diversă a Turciei înseamnă că fructele sunt variate,multe și ieftine.În bucătăria otomană ,fructele acompaniază frecvent carnea  ca și garnitură. Prunele ,caisele,rodiile,perele,merele ,strugurii ,smochinele  împreună cu mai multe tipuri de citrice sunt fructele cele mai frecvent utilizate,fie proaspete sau uscate în preparatele din bucătăria turcească.Ardeii umpluți și pilaful conțin de obicei coacăze sau stafide. Sarmalele în Frunze de viță  obișnuiesc să fie preparate cu prune . Deserturile turcești nu conțin în mod normal fructe proaspete dar pot conține soiuri uscate. 

## Carnea
În unele regiuni, carnea, care este mâncată în mod obișnuit la ceremoniile de nuntă sau pe durata Kurban Bayram,  a devenit parte din dieta zilnică odată cu introducerea producției industriale. Vițelul, evitat în trecut, este acum foarte mult consumat. Principala utilizare a cărnii în gătit rămâne combinația cărnii tocate cu legume, cum ar fi kiymali fasulye (fasole cu carne) sau kiymali ispanak (spanac cu carne tocată care este servită cu iaurt).Alternativ,în orașele de coastă, peștele ieftin, precum sardinele sau hamsiile, este disponibil pe scară largă, precum și multe altele cu disponibilitatea sezonului. Consumul de carne de pasăre, aproape exclusiv de pui și de ouă este comun. Laptele de capră, una din cele mai populare surse de carne ale Turciei, cuprinde o mică parte din consumul contemporan. Deoarece este o țară predominată de islamici, porcul nu joacă nici-un rol în bucătărie turcească. 

## Produsele lactate
Iaurtul este un element important în bucătăria turcească. De fapt, cuvântul yogurt din limba engleză provine de la cuvântul turcesc yogurt. Iaurtul poate însoți aproape toate felurile de mâncare din carne (kebab, kofte), mâncărurile de legume(vinetele prăjite, în special, dovlecel, spanacul cu carne tocată etc.) și specialitatea numită manti (triunghiuri din aluat umplute cu carne tocată). În sate, iaurtul este consumat în mod regulat cu orez sau pâine. Una din cele mai comune băuturi turcești, ayranul, se face din iaurt cu apă și sare.  
Turcia produce mai multe varietăți de brânzeturi, majoritatea din lapte de capră. Producerea de multe tipuri de brânzeturi este locală și particulară în anumite regiuni. 
- Beyaz peynir este o brânză sărată, având această denumire de "branză albă" datorită culorii sale. Este similară cu feta dar nu foarte mult. Aceasta este mâncată la micul dejun, folosită în salate și utlizată în mâncărurile gătite ca menemen, börek și pide.
- Çökelek este una dintre cele două tipuri ale brânzei albe nesărate, realizată prin fierberea zerului rămas de la realizarea brânzei beyaz peynir.Există mai multe varietăți regionale de çökelek. Unele dintre acestea sunt consumate în stare proaspătă, în timp ce altele sunt conservate, fie prin depozit în saci din piele de capră sau borcane din ceramică, sau prin uscarea la soare.
- Tulum este o brânză de oaie păstrată într-un sac din piele de animal. Există varietăți regionale de brânză tulum precum în Izmir, Odemis și Erzincan.
- Otlu peynir este produsă în multe locuri,mai ales în estul Anatoliei. În mod tradițional este folosit laptele de oaie sau capră  dar recent se folosește și laptele de vacă.
- Hellim este o brânză sărată,în general cu mentă adăugată ,făcută în Cipru. În Turcia ,se obișnuiește să fie gătită într-o tigaie în puțin ulei de măsline.
- Gravyer este de asemenea produsă în Turcia.

## Çorbalar (supe)
O masă turcească obișnuită începe cu o supă sau ciorbă (çorba). Supele de obicei sunt denumite după ingredientul lor principal, cele mai frecvente tipuri fiind mercimek (linte) çorbası și tarhana çorbası. Supele „delicatese” sunt cele care nu sunt consumate în mod obișnuit zilnic, ca iskembe și paça çorbası.
Cele mai populare supe turcești sunt:
- Buğday așı/Yoğurt Çorbası/Ayran Çorbası
- Lahana
- Tavuk
- Düğün
- Ekși Așı
- Ezogelin
- Mercimek
- Paça
- Sumak Așı
- Șehriye
- Yayla

## Pâinea
- Bazlama
- Misir ekmegi
- Lavas
- Pide
- Simit
- Yufka

## Produse de patiserie
Bucătăria turcească are o gamă largă de produse de patiserie sărate și dulci. Specialitățile pe bază de aluat fac parte integrantă din bucătăria tradițională turcească. 
Utilizarea de aluat stratificat este înrădăcinată în caracterul nomad timpuriu al turcilor din Asia Centrală.Această se folosește la preparea produselor precum baklava și  börek.

## BiberșiSarma(ardei și sarma)
Dolma (umplut) este un substantiv pentru verbul turcesc ”dolmak” (a umple) și înseamnă pur și simplu ”lucru umplut”. Dolma are un loc special în bucătăria turcească. Aceasta poate fi fiert sau ca și garnitură de legume sau umplute cu carne. Dacă sunt umplute cu carne, de obicei, se servesc fierbinte cu iaurt și condiment precum oregano și praf de piper roșu cu ulei.
Biber Dolması sunt ardei umplți.
Zeytinyağlı Yaprak Sarma este sarma făcut cu frunze de viță de vie umplute cu un amestec de orez și fierte cu ulei de măsline. Acest tip de Dolma nu conține carne, se servește rece și, de asemenea, este menționată ca sarma, ceea ce înseamnă “ambalaj” în turcă. Dacă Dolma nu conține carne, ele sunt uneori descrise ca Yalanci Dolma (Dolma fals).
Preparate din carne:
- Kuzu Güveç, ghiveci din oaie
- Kuzu Kapama
- Kavurma, legume sau carne înăbușită
- Alinazik kebab
- Elbasan tava
- Prziren tava
- Tandir
- Incik
- Boraniye
- Mahmudiye
- Karniyarik
- Pastirma
- Etili Bamya
- Pastirmali Kuru Fasulye

## Kebab
Kebab se referă la o mare varietate de feluri de mâncare pe bază de carne:
- Adana Kebap
- Ali Pasa kebabi
- Alinazik kebab
- Beykoz kebabi
- Beyti kebabi
- Döner kebab
- Islim kebabi
- Iskender kebab
- Kuyu kebabi
- Orman kebabi
- Ramazan kebabi
- Susuz kebap
- Șiș kebab

## Deserturi
Una dintre cele mai renumite deserturi din bucătăria turcească este bacalavaua. Baclavaua se face fie cu fistic ,fie cu nuci. Bucătăria turcească are o gamă variată de deserturi cum ar fi Saray sarmasi,Baklava,Bulbul Yuvasi . 
Kadaif(“Kadayif”) este un desert turcesc comun . Există diferite tipuri de kadaif:tel(sârmă) sau Birmania (stoarce) ,ambele preparate fie cu nuci sau fistic. 
Helva(halva) : halva din făină (preparată de obicei la înmormântări) ,irmik helvasi( preparată cu griș și nuci),yaz helvasi(realizate nuci sau migdale),kos helva,pismaniye. 
Alte deserturi populare sunt: Revani(cu griș și amidon),sekerpare, kalburabasma,  dilber dudağı, vezir parmağı, hanım göbeği, kemalpașa, tulumba, zerde, höșmerim, paluze, irmik tatlısı/peltesi, lokma.

## Băuturi

### Băuturi alcoolice
Deși majoritatea turcilor sunt de religie islamică,băuturile alcoolice sunt disponibile pe scară largă ca și în Europa.Cu toate acestea,unii turci se abțin de la consumul de alcool în timpul lunii sfinte a Ramadanului. Există câteva branduri locale de bere,cum ar fi Bomonti,Marmara și Efes Pilsen și o mare varietate de beri internaționale care sunt produse în Turcia ,cum ar fi Skol,Becks,Miller,Carlsberg și Tuborg. 
Există o varietate de vinuri locale,produse de branduri turcești,cum ar fi Kavaklidere,Doluca,Corvus,Kayra,Pamukkale. Pentru producția de vin roșu,următoarele tipuri de strugi sunt utilizate în principal în regiunea Marmara: Pinot noir,Adakarasi,Papazkarasi,Semillion,Sauvignon. În ceea ce privește vinul alb,strugurii pot fi enumerate după cum urmează ,în regiunea Marmara,Chardonnay,Riesling,Beylerce,Yapincak. 

### Băuturi non-alcoolice
La micul dejun și în timpul zilei ,turcii beau mult ceai negru. Ceaiul se face cu două ceainice din Turcia. Ceaiul amar puternic este făcut în oala de sus și este diluat prin adăugarea apei fierte de la inferior. 
Ayran(iaurt  sărat) este cea mai comună băutură rece,care poate acompania aproape toate preparatele în Turcia,cu excepția celor cu pește. 
Salgam suyu(suc de gulie)este o altă băutură importantă care se combină cu raki . 
Boza este o băutură tradițională de iarnă. 
Sherbet este un sirop care poate fi preparat dintr-o varietate de ingredient,în special fructe,flori sau ierburi. 
În bucătăria clasică turcească , hoșaf(compot) însoțește alternative preparatele din carne și pilaf.